# Empresa de trabajo asociado
La empresa autogestionada o empresa de trabajo asociado es un modelo de empresa privada que se caracteriza por ser controlada en última instancia por sus propios trabajadores, quienes son los que toman las decisiones estratégicas de la empresa. Las aportaciones de estos socios tienen que incluir el trabajo en la empresa y pueden incluir aportes de capital. La empresa autogestionada normalmente se identifica como una empresa donde los trabajadores son los mismos socios (Dow 2018). Los modelos de empresa asociativa son promovidos por algunos movimientos, teorías e ideologías. La empresa de trabajo asociado puede abarcar tanto un modelo de propiedad colectiva como uno de propiedad individual basada en la asociación de propietarios tal como propone el anarcoindividualista Émile Armand.
Una de las preguntas que ha atravesado casi toda la literatura económica sobre empresas autogestionadas es el por qué a su baja presencia en las economías de mercado capitalistas. Una de las primeras respuestas a esta pregunta la dio el Modelo de Ward-Domar-Vanek. Que concluye que las Empresas Autogestionadas toman decisiones ineficientes a la hora de determinar su nivel de empleo e ingresos. Este modelo ha sido fuertemente criticado por varios autores. Un ejemplo es el Modelo Sertel-Dow de Empresas Autogestionadas.